# Musaliganapalli, Bagepalli
Musaliganapalli là một làng thuộc tehsil Bagepalli, huyện Chikkaballapur, bang Karnataka, Ấn Độ.